# Smilax pygmaea
Smilax pygmaea är en enhjärtbladig växtart som beskrevs av Elmer Drew Merrill. Smilax pygmaea ingår i släktet Smilax och familjen Smilacaceae. Inga underarter finns listade.